# Hepatomegali
Hepatomegali, eller leverförstoring, är ett medicinskt tillstånd av organomegali som innebär att levern är förstorad.

## Orsaker
Det kan bero bland annat på följande orsaker:
- Infektion
- Tumörsjukdom
- Levercirros
- Förgiftning
- Alkoholism
- Hjärtsvikt